# قيقب ثلاثي الأزهار
قيقب ثلاثي الأزهار (الاسم العلمي: Acer triflorum) هو نوع من النباتات يتبع جنس القيقب من الفصيلة الصابونية.